# Spoorlijn Wörth - Lauterbourg
De spoorlijn Wörth - Lauterbourg ook wel Bienwaldbahn genoemd is een Duitse spoorlijn is als lijn 3400 onder beheer van DB Netze.

## Geschiedenis
Het traject werd op 24 januari 1876 geopend.

## Treindiensten

### DB
De Deutsche Bahn verzorgt het personenvervoer op dit traject met RB-treinen.

## Aansluitingen
In de volgende plaatsen was of is er een aansluiting van de volgende spoorwegmaatschappijen:

### Wörth am Rhein
- Karlsruhe - Winden, spoorlijn tussen Karlsruhe en Winden
- Speyerer Linie, spoorlijn tussen Schifferstadt en Wörth am Rhein

### Lauterbourg
- Spoorlijn tussen Straatsburg en Lauterbourg
- Spoorlijn tussen Wissembourg en Lauterbourg

## Afbeeldingen

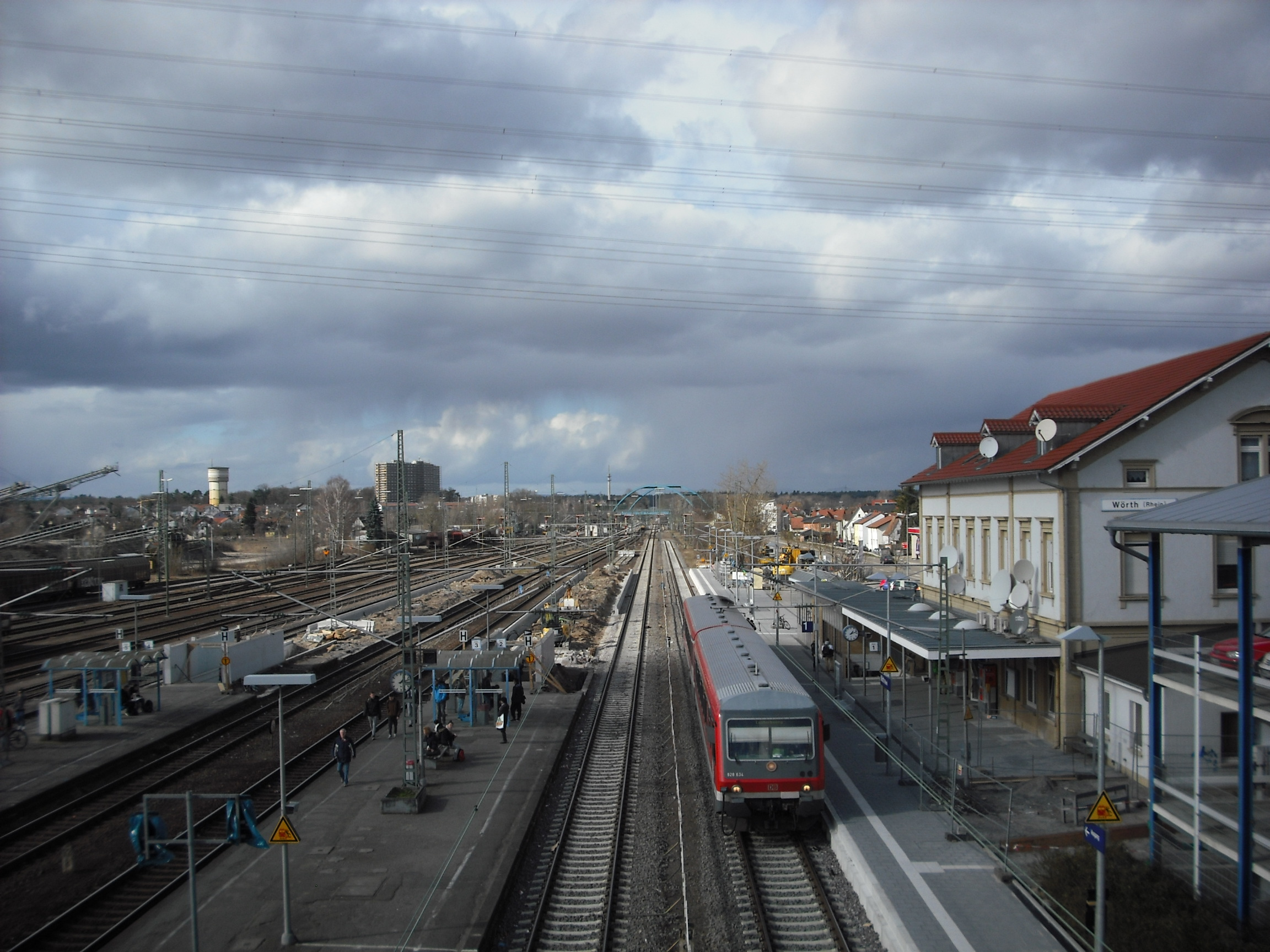
Station Wörth
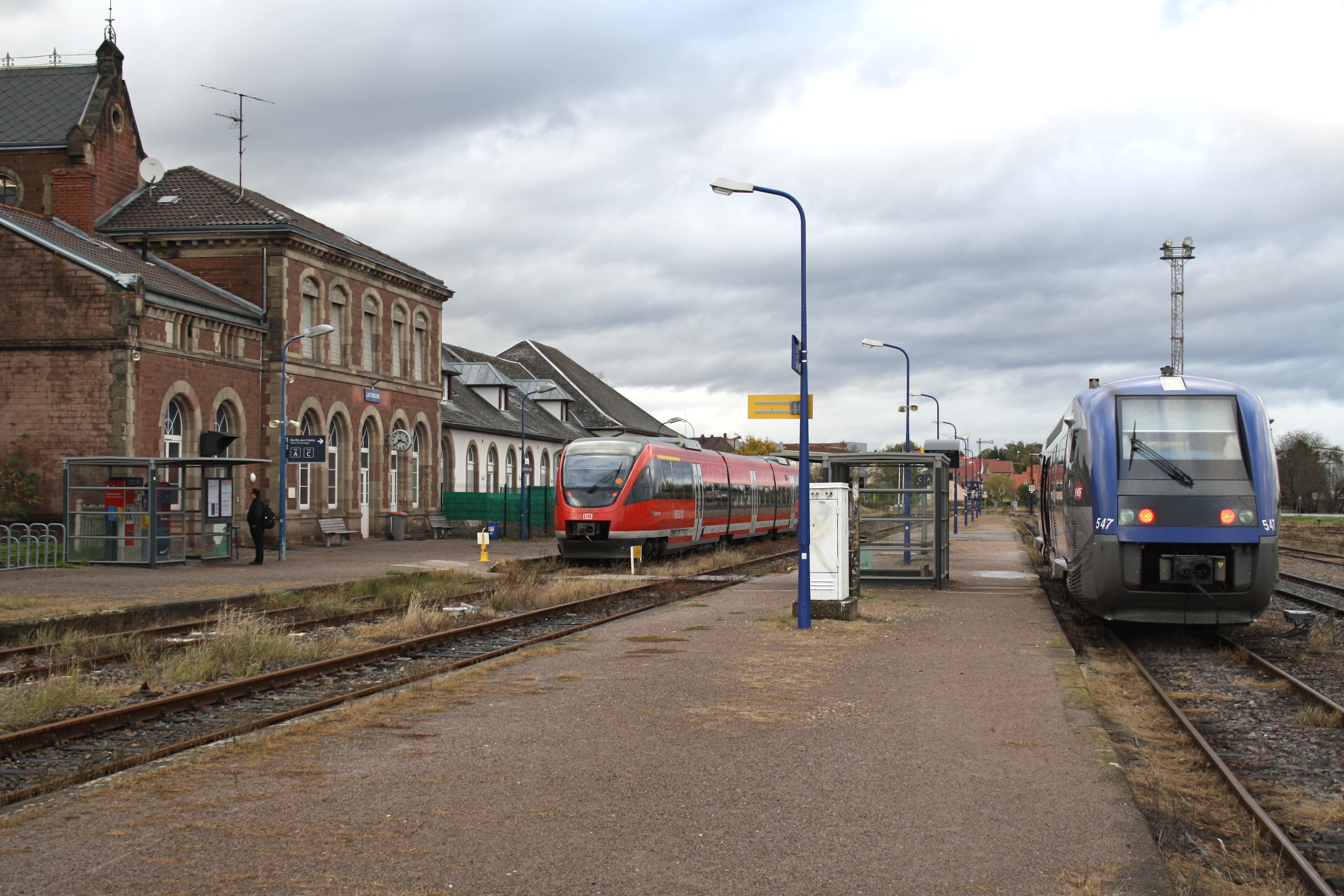
Station Lauterbourg, 2013